# Escultura de Shakira
La escultura de Shakira es un monumento que se encuentra en el parque Metropolitano, adyacente al estadio Metropolitano, en Barranquilla, Colombia.

## Características
La obra fue hecha a partir de una plancha de hierro, mide 5 metros de altura y retrata en forma abstracta a Shakira de pie con una guitarra. El monumento representa la carrera de la cantante y compositora con sus «triunfos musicales que le ha regalado al país».

## Contexto
Esta escultura fue donada por el escultor alemán Dieter Patt y fue inaugurada el 5 de noviembre de 2006 en el parque Metropolitano, ubicado en cercanías al Estadio Metropolitano Roberto Melendez. 
El 26 de diciembre de 2023 fue inaugurada una estatua de Shakira en el Gran Malecón, elaborada por el escultor Yino Márquez.